# Zeca Patrocínio
José do Patrocínio Filho (Rio de Janeiro, 1886 — ? ), conhecido também como Zeca Patrocínio, foi um diplomata, jornalista, escritor e empresário teatral. Filho do abolicionista José do Patrocínio, o Tigre da Abolição, com D. Henriqueta (Bibi) do Patrocínio.
André Rebouças foi seu padrinho de batismo.
Colaborou para diversos jornais e revistas da época, dentre eles, Gazeta de Notícias e Estação Teatral.
Durante a 1.ª Guerra Mundial, foi preso em Londres acusado de espionagem, onde ficou, segundo narrou na época, ameaçado de uma condenação a morte.

## Prisão por Espionagem
Em meados de 1917, Zeca Patrocínio fazia parte do Corpo de funcionalismo do Itamarati na Holanda. No auge da Primeira Guerra Mundial, Zeca partiu para Londres, de onde voltaria para o Brasil. Porém, foi denunciado por espionagem em favor da Alemanha na sua passagem pela capital inglesa, ficando detido na prisão de Reading. Após 403 dias de prisão, foi deportado para o Brasil.
Em suas publicações, principalmente na Gazeta de Notícias, criou uma verdadeira lenda sobre os motivos de sua prisão, bem como dos dias que passou encarcerado.